# Marshall, Liberia
Marshall är en stad i Liberia.   Den ligger i Margibi County, i den centrala delen av landet, 40 km öster om huvudstaden Monrovia.